# Bleier Menáchem
Bleier Menáchem (Albertirsa, ? – Németpalánka, 1900) rabbi, egyházi író. Előbb a Heves vármegyei Poroszlón, majd 45 éven át Tiszaigaron működött. Halála után jelent meg Kevód halevónon (Munkács, 1903) című műve.